# Janni-Luca Serra
Janni-Luca Serra (Springe, 13 marzo 1998) è un calciatore tedesco, attaccante dell'Aarhus.

## Carriera

### Club
Cresciuto nei settori giovanili di Hannover 96, Havelse e Borussia Dortmund, il 26 gennaio 2018 viene ceduto in prestito fino al termine della stagione al Bochum.
Il 20 giugno 2018 viene ceduto a titolo definitivo all'Holstein Kiel.
Il 7 giugno 2021 viene acquistato dall'Arminia Bielefeld.

### Nazionale
Ha giocato nelle nazionali giovanili tedesche Under-17 ed Under-19.
Ha esordito con la nazionale under-21 tedesca il 1º settembre 2017, nell'amichevole persa per 1-2 contro l'Ungheria, sostituendo al 63º minuto Luca Waldschmidt.

## Statistiche

### Presenze e reti nei club
Statistiche aggiornate all'11 luglio 2018.
| Stagione        | Squadra              | Campionato      | Campionato | Campionato | Coppe nazionali | Coppe nazionali | Coppe nazionali | Coppe continentali | Coppe continentali | Coppe continentali | Altre coppe | Altre coppe | Altre coppe | Totale | Totale | Totale |
| Stagione        | Squadra              | Comp            | Pres       | Reti       | Comp            | Pres            | Reti            | Comp               | Pres               | Reti               | Comp        | Pres        | Reti        | Pres   | Reti   |        |
| --------------- | -------------------- | --------------- | ---------- | ---------- | --------------- | --------------- | --------------- | ------------------ | ------------------ | ------------------ | ----------- | ----------- | ----------- | ------ | ------ | ------ |
| 2017-gen. 2018  | Borussia Dortmund II | RL              | 13         | 3          | -               | -               | -               | -                  | -                  | -                  | -           | -           | -           | 13     | 3      |        |
| gen.-giu. 2018  | Bochum               | ZL              | 12         | 0          | CG              | -               | -               | -                  | -                  | -                  | -           | -           | -           | 12     | 0      |        |
| Totale carriera | Totale carriera      | Totale carriera | 25         | 3          |                 | -               | -               |                    | -                  | -                  |             | -           | -           | 25     | 3      |        |

### Cronologia presenze e reti in Nazionale
| Cronologia completa delle presenze e delle reti in nazionale ― Germania under 21 | Cronologia completa delle presenze e delle reti in nazionale ― Germania under 21 | Cronologia completa delle presenze e delle reti in nazionale ― Germania under 21 | Cronologia completa delle presenze e delle reti in nazionale ― Germania under 21 | Cronologia completa delle presenze e delle reti in nazionale ― Germania under 21 | Cronologia completa delle presenze e delle reti in nazionale ― Germania under 21 | Cronologia completa delle presenze e delle reti in nazionale ― Germania under 21 | Cronologia completa delle presenze e delle reti in nazionale ― Germania under 21 |
| Data                                                                             | Città                                                                            | In casa                                                                          | Risultato                                                                        | Ospiti                                                                           | Competizione                                                                     | Reti                                                                             | Note                                                                             |
| -------------------------------------------------------------------------------- | -------------------------------------------------------------------------------- | -------------------------------------------------------------------------------- | -------------------------------------------------------------------------------- | -------------------------------------------------------------------------------- | -------------------------------------------------------------------------------- | -------------------------------------------------------------------------------- | -------------------------------------------------------------------------------- |
| 1-9-2017                                                                         | Paderborn                                                                        | Germania under 21                                                                | 1 – 2                                                                            | Ungheria under 21                                                                | Amichevole                                                                       | -                                                                                | 63’                                                                              |
| 5-9-2017                                                                         | Osnabrück                                                                        | Germania under 21                                                                | 1 – 0                                                                            | Kosovo under 21                                                                  | Qual. Europeo Under-21 2019                                                      | -                                                                                | 77’                                                                              |
| 10-10-2017                                                                       | Drammen                                                                          | Norvegia under 21                                                                | 3 – 1                                                                            | Germania under 21                                                                | Qual. Europeo Under-21 2019                                                      | -                                                                                | 73’                                                                              |
| 9-11-2017                                                                        | Baku                                                                             | Azerbaigian under 21                                                             | 0 – 7                                                                            | Germania under 21                                                                | Qual. Europeo Under-21 2019                                                      | -                                                                                | 61’                                                                              |
| 22-3-2018                                                                        | Braunschweig                                                                     | Germania under 21                                                                | 3 – 0                                                                            | Israele under 21                                                                 | Qual. Europeo Under-21 2019                                                      | -                                                                                | 75’                                                                              |
| 27-3-2018                                                                        | Kosovska Mitrovica                                                               | Kosovo under 21                                                                  | 0 – 0                                                                            | Germania under 21                                                                | Qual. Europeo Under-21 2019                                                      | -                                                                                | 76’                                                                              |
| Totale                                                                           |                                                                                  | Presenze                                                                         | 6                                                                                |                                                                                  | Reti                                                                             | 0                                                                                |                                                                                  |